# Campionati del mondo di ciclismo su strada 2022 - Cronometro maschile Elite
La cronometro maschile Elite dei Campionati del mondo di ciclismo su strada 2022 si è svolta il 18 settembre 2022 su un percorso di 34,2 km con partenza ed arrivo a Wollongong, in Australia. La vittoria è andata al norvegese Tobias Foss, il quale ha completato il percorso in 40'02"78 alla media di 51,257 km/h, precedendo lo svizzero Stefan Küng e il belga Remco Evenepoel.
Al traguardo di Wollongong tutti i 48 ciclisti partiti, dei 51 iscritti, hanno portato a termine la competizione.

## Ordine d'arrivo (Top 10)
| Pos. | Corridore        | Squadra       | Tempo     |
| ---- | ---------------- | ------------- | --------- |
| 1    | Tobias Foss      | Norvegia      | 40'02"78  |
| 2    | Stefan Küng      | Svizzera      | a 2"95    |
| 3    | Remco Evenepoel  | Belgio        | a 9"16    |
| 4    | Ethan Hayter     | Gran Bretagna | a 39"95   |
| 5    | Stefan Bissegger | Svizzera      | a 46"81   |
| 6    | Tadej Pogačar    | Slovenia      | a 48"13   |
| 7    | Filippo Ganna    | Italia        | a 55"32   |
| 8    | Nelson Oliveira  | Portogallo    | a 58"98   |
| 9    | Yves Lampaert    | Belgio        | a 1'08"84 |
| 10   | Bruno Armirail   | Francia       | a 1'09"24 |